# Liss (Royaume-Uni)
Pour les articles homonymes, voir Liss.
Liss est un village et une paroisse civile du Hampshire, en Angleterre. Il est situé dans l'est du comté, près de la frontière du Sussex de l'Ouest, à 5 km au nord-est de la ville de Petersfield. Administrativement, il relève du district du East Hampshire. Au recensement de 2011, il comptait 6 291 habitants.
Le village se compose de deux pôles d'habitation. West Liss, situé à l'ouest, est le plus ancien des deux. East Liss, plus étendu, s'est développé au XIXe siècle autour d'une gare de chemin de fer (en) desservie par les trains de la Portsmouth Direct line (en).

## Personnalités liées
- Le missionnaire Horace Waller (1833-1896) est mort à Liss.
- Le mathématicien et cryptologue polonais Henryk Zygalski (1908-1978) est mort à Liss.
- Le compositeur John Gardner (1917-2011) est mort à Liss.
- La chanteuse Aeone est née à Lyss en 1959.
- Le catcheur Andrew Simmons est né à Liss en 1984.